# Gomphrena martiana
Gomphrena martiana là loài thực vật có hoa thuộc họ Dền. Loài này được Gillies ex Moq. mô tả khoa học đầu tiên năm 1849.